# Montagne (Isère)
Montagne ist eine französische Gemeinde mit 273 Einwohnern (Stand: 1. Januar 2022) im Département Isère in der Region Auvergne-Rhône-Alpes (vor 2016 Rhône-Alpes). Sie gehört zum Arrondissement Grenoble und zum Kanton Le Sud Grésivaudan. Die Einwohner werden Montagnards genannt.

## Geographie
Die Gemeinde Montagne liegt an der Quelle des Flusses Joyeuse im westlichen Vorland des Vercors-Massivs und an der Grenze zum Département Drôme, etwa 42 Kilometer westsüdwestlich von Grenoble in der historischen Landschaft Dauphiné. Umgeben wird Montagne von den Nachbargemeinden Saint-Antoine-l’Abbaye im Norden und Nordosten, Saint-Bonnet-de-Chavagne im Osten, Saint-Lattier im Süden, Parnans im Südwesten sowie Montmiral im Westen. 

## Bevölkerungsentwicklung
| Jahr                       | 1962 | 1968 | 1975 | 1982 | 1990 | 1999 | 2006 | 2013 | 2021 |
| -------------------------- | ---- | ---- | ---- | ---- | ---- | ---- | ---- | ---- | ---- |
| Einwohner                  | 231  | 221  | 218  | 204  | 223  | 249  | 258  | 265  | 272  |
| Quellen: Cassini und INSEE |      |      |      |      |      |      |      |      |      |

## Sehenswürdigkeiten

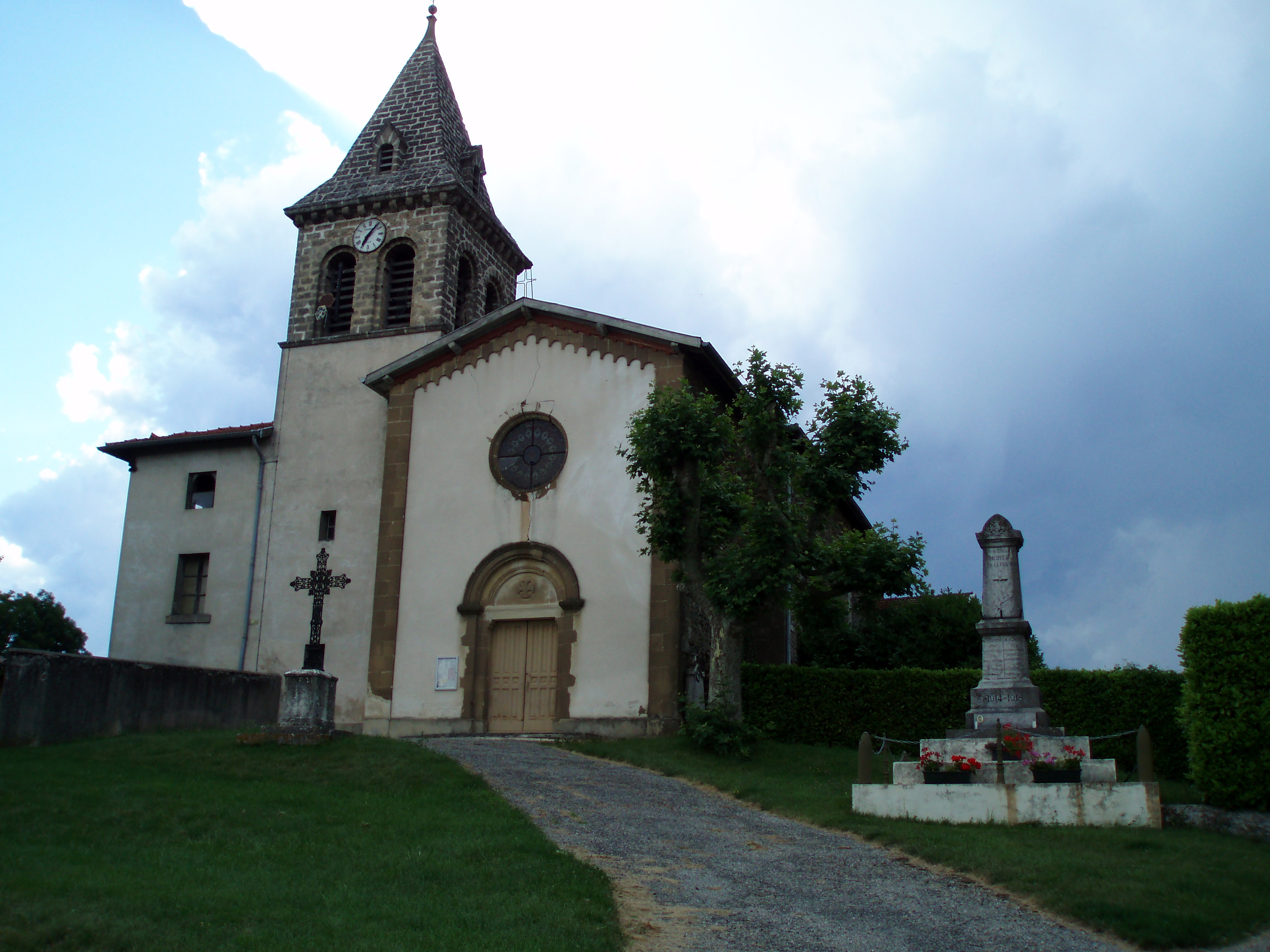
Kirche Sainte-Marie

- Kirche Sainte-Marie

## Persönlichkeiten
- Willi Münzenberg (1889–1940), Politiker (KPD), hier begraben